# LTS Garðbær Studios
LTS Garðbær Studios (también conocido como LazyTown Entertainment) es un productora y estudio ubicado en Garðabær, Islandia, sucesor de Lazy Shows (fundado en 1992). Entre las producciones del estudio se cuentan la serie de televisión LazyTown. El estudio fue fundado en 2002 por Magnús Scheving. 
En 2011, Turner Broadcasting System adquirió LTS. En 2014 Turner trasladó el estudio al Reino Unido. LTS también es propietaria de Wit Puppets y del estudio creativo de Le Gué Enterprises BV. 
Desde 2019, los derechos de la marca LazyTown pasaron a ser propiedad de Warner Bros. a través de su unidad Warner Bros. International Television Nordics, y a partir de 2022, debido a la fusión de WarnerMedia y Discovery Communications, los derechos de la marca LazyTown son propiedad de Warner Bros. Discovery. 
En 2024, Magnús Scheving compra los derechos de LazyTown con intenciones de revivir la serie en el futuro.

## Producciones
- Afram Latibær! (1996)
- Glanni Glæpur Í Latibæ (1999)
- Anuncios de Latibær antiguos (principios de la década de 2000)
- LazyTown (2004-2014)
- LazyTown Extra (2008)
- Sprout's Super Sproutlet Show (2012)